# Lampa i sofa
Lampa i sofa − trzeci singel promujący płytę Anny Wyszkoni pt. Pan i Pani. Jedyny utwór promujący album, do którego nie nakręcono teledysku. W 2010 piosenka otrzymała nominację do nagrody SuperJedynki za przebój roku. Niektórzy podejrzewają Katy Perry, że splagiatowała tę piosenkę swoją piosenką Bigger than Me. Serwis Breathe Heavy twierdzi, że podobieństwo jest duże, lecz mógł być to zbieg okoliczności.

## Notowania
| Lista                       | Pozycja |
| --------------------------- | ------- |
| POPLista RMF FM             | 2       |
| Szczecińska Lista Przebojów | 8       |
| Radio Bielsko               | 4       |
| Wietrzne Radio              | 3       |
| RDN Małopolska              | 3       |